# Jovita (santo)
San Jovita o Jovito. (Brescia, ? – ibídem, c. 122) es un santo en la Iglesia católica, diácono y mártir. De familia noble bresciana, fue hermano de san Faustino, presbítero y mártir.
Según la tradición de Brescia, ambos hermanos —varones ambos, aunque el nombre de Jovita ha llevado a la confusión— eran caballeros y se iniciaron en la carrera de las armas. Se bautizaron y fueron llamados después al sacerdocio por Apolonio, obispo de Brescia.  Faustino y Jovita predicaron valientemente el cristianismo, cuando el obispo de la ciudad se había escondido por temor a la persecución. Su celo en la predicación excitó la furia de los paganos. Un noble local pagano les prendió, siendo torturados y enviados a Milán, Roma y Nápoles, de donde volvieron finalmente a Brescia. A lo largo de su recorrido, los santos consiguieron bautizar a una multitud de gente. Como ni las torturas ni las amenazas consiguieron doblegarlos, el emperador Adriano, que se hallaba de paso en Brescia, ordenó que fueran decapitados. 
Las numerosas “Actas” de estos dos hermanos santos tiene un carácter legendario. Se podrían cuestionar casi todos los hechos que se les atribuye, excepto los de su existencia y martirio, que están bien atestiguados por su inclusión en varios de los primeros martirologios y el extraordinario culto existente en Brescia, su ciudad natal, en la que desde los primeros siglos han sido sus primeros patronos.
Roma, Bolonia, Verona y Brescia se atribuyen la posesión de sus reliquias de los dos hermanos mártires, cuyo culto está asociado. Brescia los tiene por patronos, celebrándose su fiesta el 15 de febrero.
También es patrono del municipio extremeño de Carcaboso (Cáceres. España).